# Camalaniugan
Camalaniugan est une municipalité de la province de Cagayan, aux Philippines.

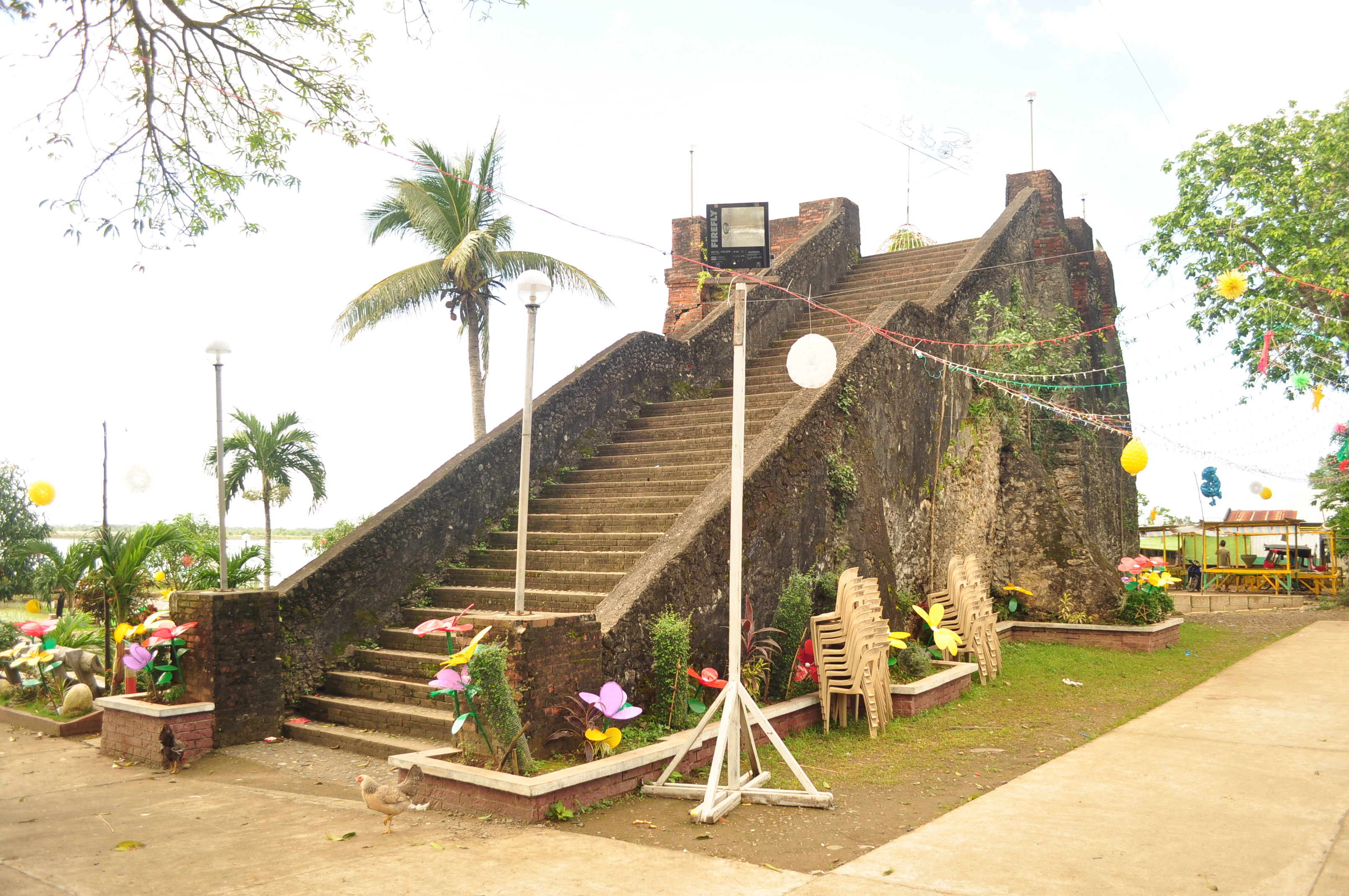
Horno espagnol en Camalaniugan

## Barangays
Camalaniugan compte 28 barangays.
| - Abagao - Afunan Cabayu - Agusi - Alilinu - Baggao - Bantay - Bulala - Casili Norte - Catotoran Norte - Centro Norte (Pob.) - Centro Sur (Pob.) - Cullit - Dacal-Lafugu - Dammang Norte | - Dugo - Fusina - Gang-ngo - Jurisdiction - Luec - Minanga - Paragat - Tagum - Tuluttuging - Ziminila - Casili Sur - Catotoran Sur - Dammang Sur (Felipe Tuzon) - Sapping |